# Cole Hauser
Cole Hauser (Santa Bárbara, 22 de março de 1975) é um ator de cinema e televisão estadunidense.

## Filmografia
| Cinema    | Cinema                    | Cinema                     | Cinema                                                                                           |
| Ano       | Filme                     | Personagem                 | Notas                                                                                            |
| --------- | ------------------------- | -------------------------- | ------------------------------------------------------------------------------------------------ |
| 1992      | School Ties               | Jack Connors               |                                                                                                  |
| 1993      | Dazed and Confused        | Benny O'Donnell            |                                                                                                  |
| 1994      | Skins                     | Bentz                      |                                                                                                  |
| 1995      | Higher Learning           | Scott Moss                 |                                                                                                  |
| 1996      | Frame-Up II: The Cover-Up | Dr. Glidden                |                                                                                                  |
| 1997      | All Over Me               | Mark                       |                                                                                                  |
| 1997      | Good Will Hunting         | Billy McBride              |                                                                                                  |
| 1998      | Scotch and Milk           | Johnny                     |                                                                                                  |
| 1998      | The Hi-Lo Country         | Little Boy Matson          |                                                                                                  |
| 2000      | Pitch Black               | William J. Johns           |                                                                                                  |
| 2000      | A Shot at Glory           | Kelsey O'Brian             |                                                                                                  |
| 2000      | Tigerland                 | Staff Sgt. Cota            |                                                                                                  |
| 2002      | Hart's War                | Staff Sgt. Vic W. Bedford  |                                                                                                  |
| 2002      | White Oleander            | Ray Pruitt                 |                                                                                                  |
| 2003      | Tears of the Sun          | James "Red" Atkins         |                                                                                                  |
| 2003      | 2 Fast 2 Furious          | Carter Verone              |                                                                                                  |
| 2004      | Paparazzi                 | Bo Laramie                 |                                                                                                  |
| 2005      | The Cave                  | Jack McAllister            |                                                                                                  |
| 2005      | Dirty                     | Lieutenant                 |                                                                                                  |
| 2006      | The Break-Up              | Lupus Grobowski            |                                                                                                  |
| 2007      | The Stone Angel           | Young Bram                 |                                                                                                  |
| 2008      | Tortured                  | Kevin Cole                 |                                                                                                  |
| 2008      | The Family That Preys     | William Cartwright         |                                                                                                  |
| 2009      | Like Dandelion Dust       | Jack Campbell              |                                                                                                  |
| 2013      | The Hit List              | Allan Campbell             |                                                                                                  |
| 2013      | Assassins Run             | Borris                     |                                                                                                  |
| 2014      | Jarhead 2: Field of Fire  | NAVY SEAL Senior Chief Fox |                                                                                                  |
| Televisão |                           |                            |                                                                                                  |
| Ano       | Título                    | Personagem                 | Notas                                                                                            |
| 1993      | A Matter of Justice       | Rocky Jackson              | NBC TV-Movie                                                                                     |
| 1996      | High Incident             | Officer Randy Willitz      | 32 episodes                                                                                      |
| 2004      | ER                        | Steve Curtis               | Episode: Where There's Smoke There's Fire Episode: Just a Touch Episode: Midnight Episode: Drive |
| 2006      | Damages                   | Jack Shale                 | Unsold FOX TV-Pilot                                                                              |
| 2007–2008 | K-Ville                   | Trevor Cobb                | 11 episodes                                                                                      |
| 2008      | The Tower                 | Sean Castleman             | CBS TV-Pilot                                                                                     |
| 2009      | Washington Field          | SSA Raymond Stone          | CBS TV-Pilot                                                                                     |
| 2010      | Chase                     | Jimmy Godfrey              | NBC                                                                                              |